# スタニスラス＝マリー・マイヤール

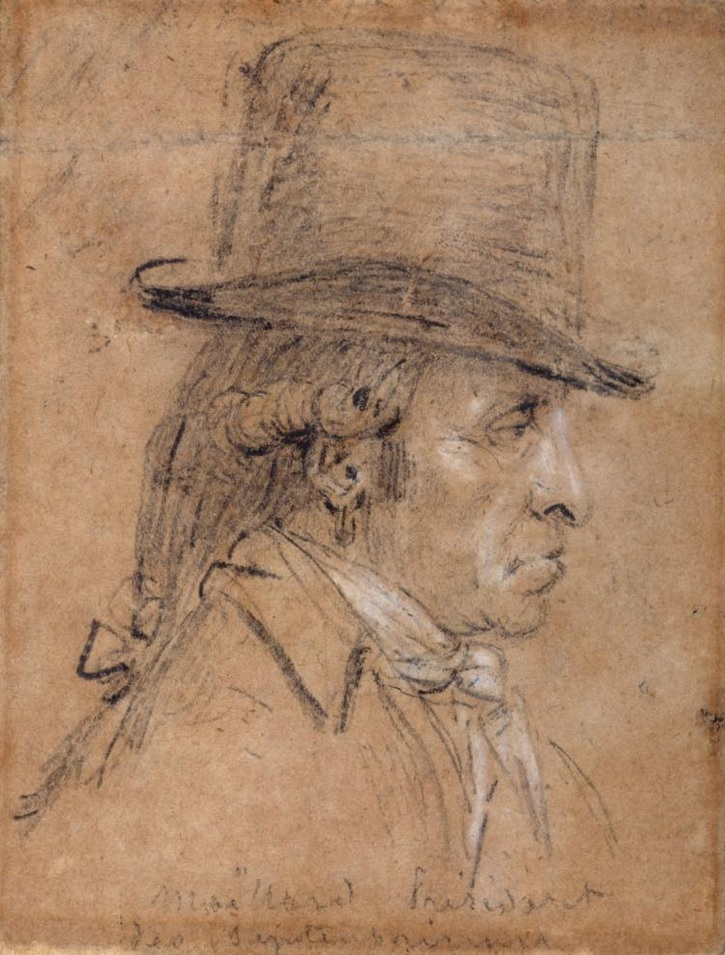
スタニスラス＝マリー・マイヤール

スタニスラス＝マリー・マイヤール（1763年12月11日 - 1794年4月11日）は、バスティーユの義勇兵の隊長だった。彼は国民衛兵としてバスティーユ襲撃に参加し、要塞に突入した最初の革命家であった。マイヤールはまた1789年10月5日にヴェルサイユ宮殿へ行進した女性たちに同行し、そこで起こった出来事についてのちに裁判所で証言した。 
マイヤールは1789年7月14日のバスティーユの奪取に参加した。以後、「バスティーユの義勇兵の隊長」という称号を与えられて、彼は革命の区切りとなる出来事の大部分に積極的に参加した。彼は新たに「エベール派」の戦列に加わり、公安委員会によって革命に関連した活動を行う警察組織を設立する任務を与えられた。彼はまた1789年10月5日と6日に起こった「ヴェルサイユ行進」の指導者の1人であったが、彼が参加したのは10月5日のみであった。ヴェルサイユ行進は、革命を侮辱したと思われる近衛兵に対してパンと正義を要求するために、魚売り女や市場の女たちがヴェルサイユまで行った有名な行進であるが、 マイヤールは、女性たちの苦情についての代弁者となり、憲法制定議会の前で次のような声明を発表した。「我々はパンを求めるとともに、愛国的な徽章を侮辱した近衛兵の処罰を要求するためにヴェルサイユにやって来た」。声明の後のほうは、ヴェルサイユ宮殿にやって来たフランドル連隊のために1789年10月2日に開かれた宴会で、出席した近衛兵たちが国家の徽章を足下に踏みつけたという、広く信じられていた噂を元にしている。行進の参加者たちは5日に王妃や議会で目にした聖職者の議員たちを侮辱し、宮殿の警備兵と衝突するなど過激な行動をとった。（6日はマイヤールが不在だったために災害そのものといった有様となった。2人の近衛兵が殺害され、行進の参加者たちは宮殿に押し入り、王妃の部屋に侵入した。 ） 
1790年に国民衛兵の隊長に任命された彼は、1791年7月17日、共和国の創設を宣言したシャン・ド・マルスの請願に署名した。1792年9月にはパリのコミューンの命令によって、最近逮捕された囚人の大量虐殺を終わらせるために、彼は論争の的になる役割を果たした。彼は虐殺を援助し、扇動したように見え、彼がいることによって虐殺が合法的なものに見えるような雰囲気を作るのに手を貸したが、一方で他の人たちは、彼が事件の中で「天佑神助のような役割」を果たしていたと信じている。後世の人々は彼を「アベイ監獄の偉大な裁判官」または「殺人者の長」として認識している。 
アベイ監獄で即決裁判所の長官を務めている間、マイヤールは「血のグラスのヒロイン」ことマリー＝モリーユの父親である、シャルル＝フランソワ・ヴィロ・ド・ソンブルイユを釈放した。「血のグラスのヒロイン」というこの呼び名は、彼女が父の生命を守るために、グラス一杯の血を飲み干すように強制されたという伝説を指している。ジュール・クラルティは、虐殺の副司令官であり、また裁判官としての役割を持ったマイヤールを目撃した人物の報告を引用している。「マイヤールはもじゃもじゃの髪の毛を持ち、大柄で色黒な三十代の若い男だった。彼はストッキングを履き、大きなポケットのついた灰色の服を着ていた。」
恐怖政治の下で、彼はエベール派との関係のために2回拘禁され、結核により貧窮のうちに世を去った。